# Gantang
Gantang is een bestuurslaag in het regentschap Magelang van de provincie Midden-Java, Indonesië. Gantang telt 3161 inwoners (volkstelling 2010).